# DOAB
El Directory of Open Access Books (DOAB), és un directori a través del qual es pot accedir als llibres publicats sobre el model de negoci d'accés obert, amb enllaços al text complet des de la pàgina web de l'editorial de publicació, els quals han passat el procés de l'avaluació d'experts.

## Història i característiques
Després d'anunciar-se la seva aparició a principis de 2012, DOAB va néixer l'abril d'aquell mateix any, llançat per la Fundació OAPEN, una organització sense ànim de lucre, fruit d'una iniciativa internacional, dedicada a proporcionar l'accés a monografies publicades en Open Access.
Des del seu llançament, l'abril de 2012, el directori DOAB no ha parat de créixer, fins a assolir sumar més de 100 editors que publiquen en accés obert i més de 2.800 llibres inclosos el juny del 2015, i gairebé 3800 llibres provinents de 130 editors a finals d'aquest mateix any. La investigació ha demostrat que els llibres en accés obert recollits per DOAB reben gairebé el doble de descàrregues que els llibres no recollits pel directori.
L'objectiu principal de DOAB és augmentar la detecció de llibres en accés obert, i per aquest motiu es convida als editors acadèmics a proporcionar les metadades dels llibres amb la finalitat de maximitzar la difusió, visibilitat i impacte.
Per accedir a les monografies en accés obert a partir del directori, es poden realitzar cerques per títol, autor, paraula clau, ISBN o ISSN, i també cercar pels resums i consultar els documents per matèries. A través del directori es poden trobar llibres de diferents temàtiques, des de tecnologia i enginyeria, passant per economia i empresarials, biologia i ciències de la vida, ciències socials, matemàtiques i estadística, entre d'altres, i en diferents idiomes (espanyol, anglès, portuguès, italià, etc.).

## Bibliogradia
- Whitford, Leslie «DOAB: Directory of Open Access Books». Reference Reviews, Vol. 28, núm. 3, 2014, pàg. 12-13. DOI: 10.1108/RR-10-2013-0269 [Consulta: 16 desembre 2015].